# 満功御前
満功御前（まんこうごぜん/まんごうごぜん）は、平安時代末期から鎌倉時代初期の女性。一般には曾我兄弟の生母として知られるが、満功という人物が誰を指すかについては異説が多い。

## 曾我兄弟の母
曾我兄弟の伝承を最もよく伝える『曽我物語』には兄弟の生母である河津祐泰（祐通）の妻（河津の女房/曾我の女房）が登場する。彼女は祐泰の大叔父にあたる工藤茂光の孫娘で、祐泰に嫁ぐ前に伊豆守源仲綱の目代・左衛門尉仲成という人物に嫁いで一男一女を成していたが、仲成が帰洛すると茂光によって伊豆に留め置かれ、祐泰に嫁いだ。
河津祐泰との間には祐成・時致と、祐泰の死後に生まれた三男がいた。彼女は祐泰が工藤祐経によって討たれると父の仇を討つよう幼い兄弟に言い含め、生まれたばかりの遺児を祐泰の弟・伊東祐清に預けた。当初は出家しようと考えていたものの義父・伊東祐親の説得に従って祐泰の従兄弟にあたる曾我祐信に後妻として嫁ぎ、三人の男子を儲けた。その後伊東氏は没落し、曾我氏は工藤氏ともども源頼朝の御家人となった。そのため曾我氏に迷惑のかかる仇討ちは諦めており、再三兄弟に仇討ちの翻意を促したが、結局兄弟は仇討ちを達していずれも死亡した。母は兄弟を曾我の地で葬り、祐成の妾だった虎御前とともにその菩提を弔って仇討ちの7回忌の日に死去した。
『曽我物語』では曾我兄弟の生母の名を伝えていないが、江戸時代中期ころまでには満功の名が定着したようで、享保9年（1724年）初演の歌舞伎『嫁入伊豆日記』を始めその名が充てられている。同じく実父についての記述もないが、歴史学者の菱沼一憲は横山党の横山時重に比定している。

## 別人説
工藤祐経の妻
『曽我物語』には曾我兄弟の母ではない満功（万劫）が登場する。伊東祐親は兄の工藤祐継が死去する際、遺児の祐経の後事を託され、自身の娘の満功と娶わせる約束をした。祐親は遺言通り祐経と満功を結婚させて祐経を後見したが、やがて祐親は祐経を脅威に思い、祐経が在京中にその所領を押領してさらに満功を連れ戻し、土肥遠平へと再嫁させてしまったとする。
源頼朝の妻
江戸時代初期に成立したとされる『東奥軍記』『和賀一揆次第』などでは、満功（万公/万功）は曾我兄弟の母ではなく源頼朝の妻として描かれている。則ち頼朝が流人生活を行っていたころ、頼朝は伊東祐親の娘の満功との間に男子・春若を儲けたという。両者の関係を喜ばない祐親は春若を殺害させようとしたが、実行者たちはその行く末を憐れみ、曾我祐信と図って春若を落ち延びさせた。後年、頼朝と再会した春若は所領として陸奥国和賀郡を与えられ、和賀氏と祖となったという。

## 満功の名の由来
マンコウとかマンコという女性を主軸とする民話・伝承は各地で見られ、いずれも若くして子供と別れた女性という共通点を持つ。例えば民俗学者の佐々木喜善が『聴耳草紙』で紹介する長須田マンコは、幼くして我が子と離別し、13年の年月を経て再会するという話であるが、一方でマンコが我が子のために念仏を唱えた屋敷跡は、幼くして我が子を失った母親たちが詣でる場所として知られたという。マンコとは小児の霊を慰める遊行巫女や回国比丘尼が母と子の悲話の語り部となって伝播した名称であり、あるいは彼女たちがマンコと自称したり曾我兄弟の母とか伊東祐親の娘と名乗ったものが物語文学に取り入れられたものと考えられている。